# Dartmouth College
Dartmouth College (Kolegium Dartmoutha, Kolegium Dartmouth) – amerykańska uczelnia niepubliczna w mieście Hanover w stanie New Hampshire, założona w 1769 roku. Jej patronem jest William Legge, hrabia Dartmouth.
Uczelnia z biegiem czasu przekształciła się ze szkoły wyznaniowej (kongregacjonalistycznej) w instytucję o charakterze uniwersyteckim, ale ze względów historycznych jej nazwa nie zawiera słowa university. Należy do Ligi Bluszczowej.

## Galeria

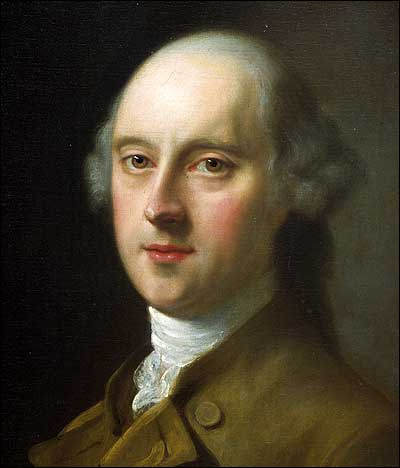
William Legge, 2. Hrabia Dartmouth - patron uczelni
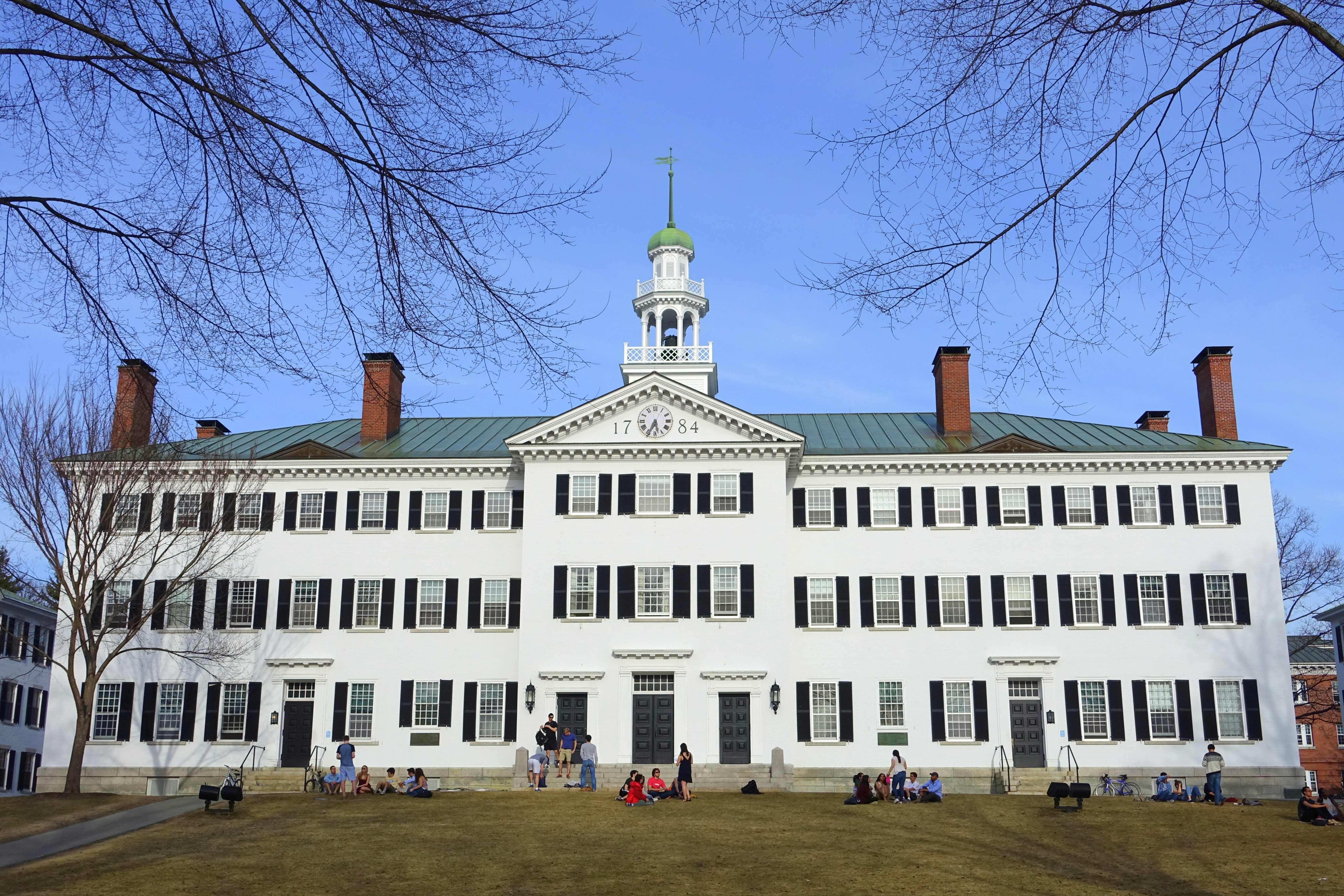
Budynek Dartmouth Hall
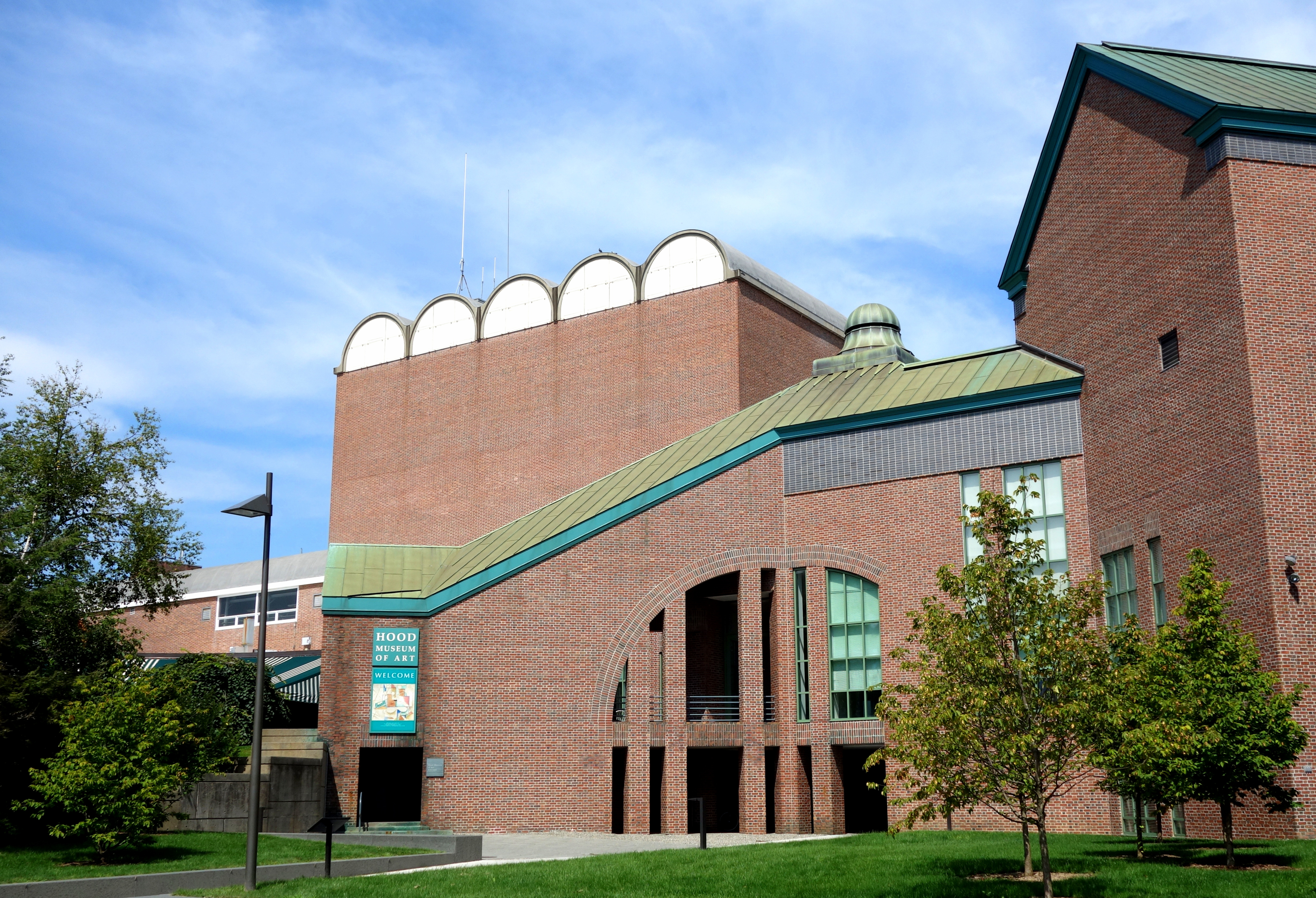
Hood Museum of Art, należące do Dartmouth College
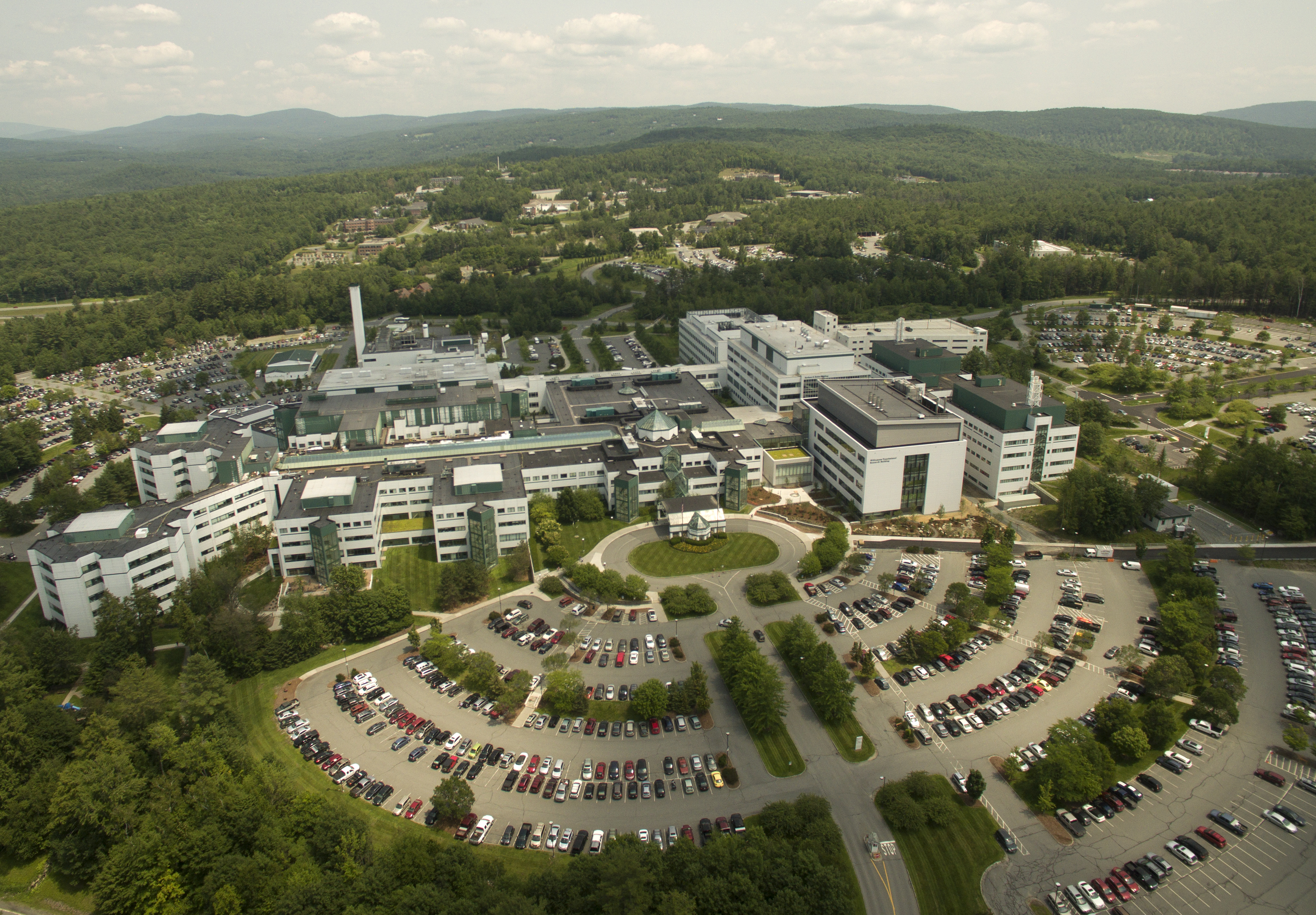
Dartmouth–Hitchcock Medical Center w Lebanon